# سفرجل

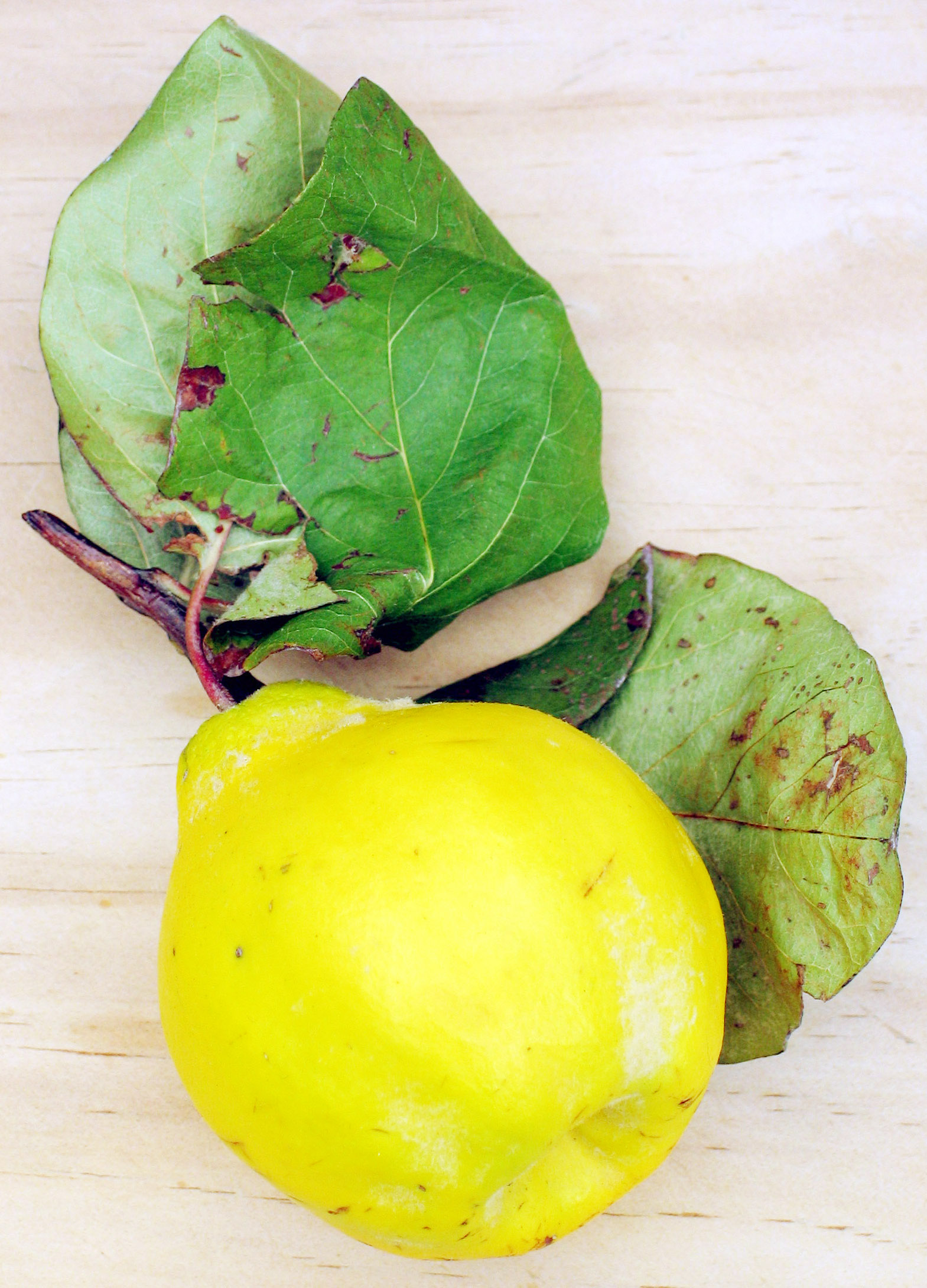
السفرجل

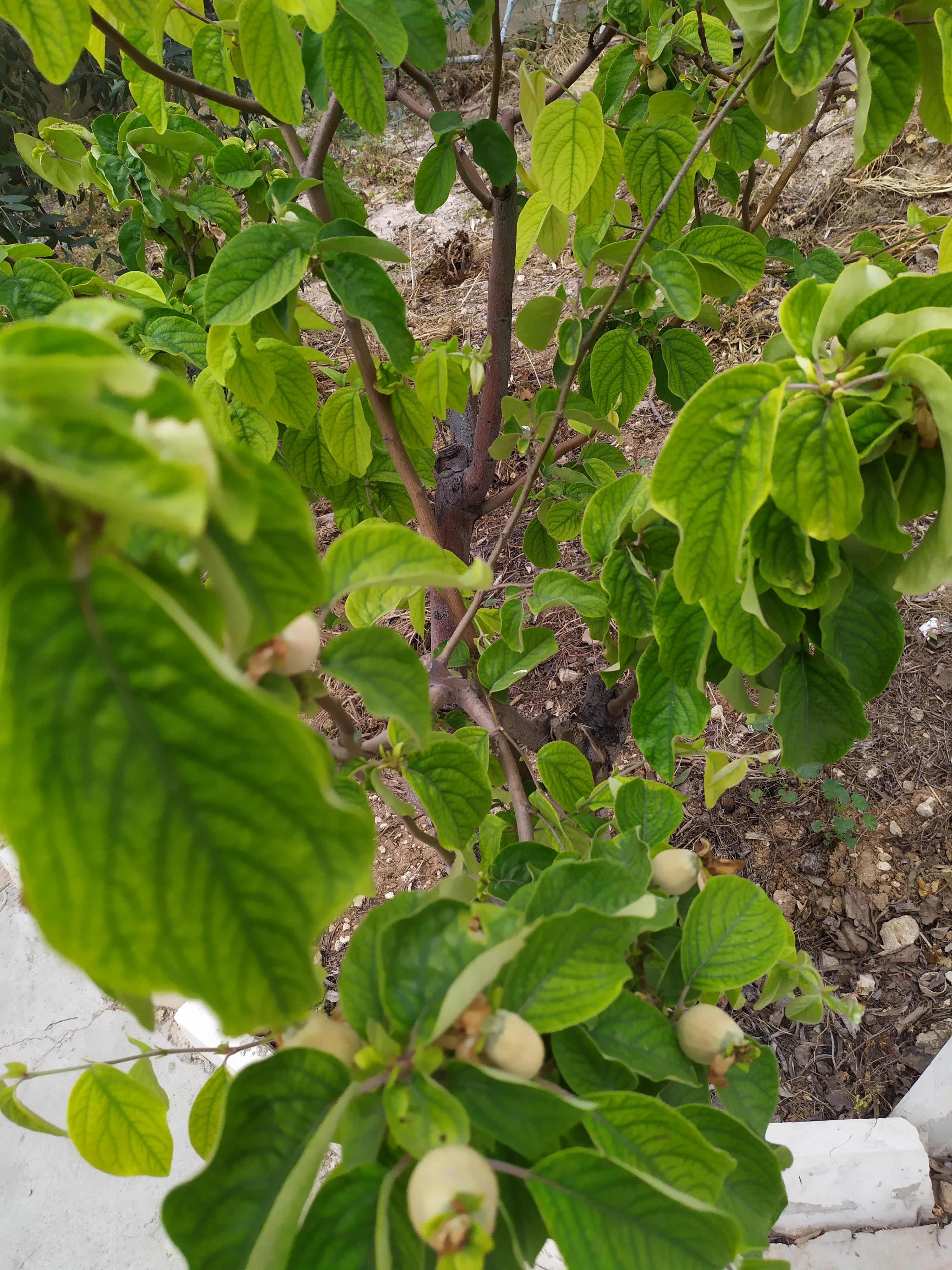
أشجار سفرجل

السَّفَرْجَل أو السَفَرْجَل المتطاول أو التفاحة الذهبية هو نوع نباتي يتبع الفصيلة الوردية من رتبة الورديات. ويسمى القصاص في بعض بلاد المغرب العربي هو فاكهة شتوية اسمه العلمي (باللاتينية: Cydonia oblonga) وهو قريب من التفاح والكمثرى لذا تطعم شجرة السفرجل على شجرة التفاح أو شجرة الكمثرى فيتحسن المنتوج ويقاوم الأمراض التي يصاب بها السفرجل ويقضى على حالة تدود المنتوج.

## الأصول
عرف الأكاديون هذه الثمرة وكانوا يسمونها بكلمة قريبة من اسمها الحالي. المنشأ الأصلي للسفرجل هو جنوب شرق آسيا ويزرع في اليمن ومنطقة حوض البحر الأبيض المتوسط وحوض البحر الأسود كما يزرع في سوريا والعراق والأردن وجنوب المملكة العربية السعودية ونيوزلندا.[بحاجة لمصدر]

## الأصل اللغوي
يأتي (سَفَرْجَل) على الوزن الخُماسي (فَعَلَّل)، وهو وزن خماسي مجرد، وعليه لا يصلح إلا للأسماء.

## الاستعمالات

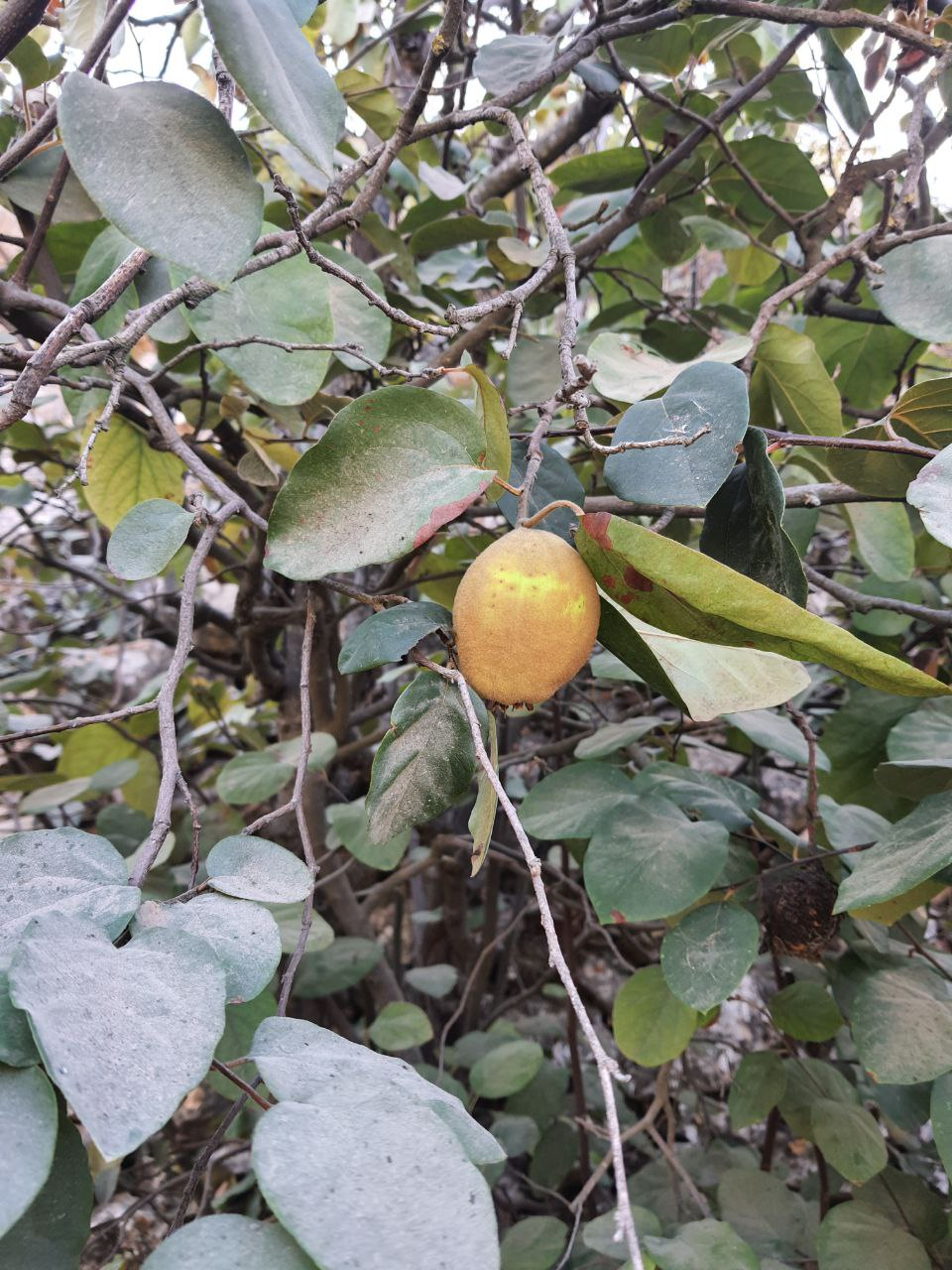
شجرة السفرجل

يستفاد من السفرجل ثمره وبذوره وذلك لاحتواء ثمار السفرجل على عدد من الفيتامينات خاصة فيتامين A وفيتامينات بي كما تحتوي على 64% ماء و 7% سكر و0.9% بروتين و 0.3% مواد دهنية و 5% كبريت و 0.9% فوسفور و 14% كالسيوم و 2% كلور و 3% صودا و 0.13% بوتاسيوم كما تحتوي على مواد عفصية وبكتين واحماض وحوالي 20% ألياف.